# José Alcides Faneco
José Alcides Faneco (Lins, 17 de novembro de 1948) é um político brasileiro, atualmente prefeito eleito de Garça, São Paulo, para o mandato 2025-2028. É o político que mais vezes foi eleito prefeito na história do município, com quatro mandatos exercidos.

## Biografia
José Alcides Faneco nasceu em Lins, São Paulo. Aos 11 anos começou a trabalhar como office boy, conciliando trabalho e estudo. Formou-se técnico em Eletrotécnica e graduou-se em Economia pela Universidade de Marília (Unimar). Fez pós-graduação em Marketing pela Fundação Eurípedes Soares da Rocha e cursos na ESPM em São Paulo.
Trabalhou na Cia. Telefônica na instalação de centrais telefônicas no interior paulista, fixando-se em Garça. Também atuou na Promon Engenharia, TELEBRAS em Brasília (1975-1982), e em diversas funções públicas, incluindo subprefeito na Prefeitura de São Paulo, secretário na Prefeitura de Marília e na Secretaria Estadual de Desenvolvimento Metropolitano.
Casou-se com Maristela em 1975, com quem teve dois filhos, Fernando Henrique e Paulo André.

## Carreira política
Iniciou a carreira política em 1982, sendo eleito vereador de Garça pelo PL para o mandato 1983-1987. Em 1992 foi eleito prefeito pela primeira vez pelo PSDB (1993-1996).
Tentou deputado estadual em 1998 pelo PL, sem sucesso. Foi eleito prefeito novamente em 1999 e reeleito em 2004, permanecendo no cargo até 2008. Em 2012 foi eleito para o mandato 2013-2016, mas não conseguiu reeleição.
Em 2024 foi eleito novamente prefeito pelo PL para o mandato 2025-2028.

## Atuação social
Foi presidente da APAE de Garça por dez anos, fortalecendo sua ligação com a comunidade local.
1. ↑  «Prefeitura». Prefeitura de Garça - SP. Consultado em 13 de agosto de 2025
2. ↑  «Destak do Mês - Revista Destak». www.revistadestak.com.br. Consultado em 12 de agosto de 2025
3. ↑  Marília, Redação do Giro (17 de outubro de 2020). «Faneco desiste de candidatura em Garça e filho vai disputar prefeitura». Giro Marília Notícias. Consultado em 12 de agosto de 2025
4. ↑  «José Alcides Faneco vence o pleito eleitoral em Garça e assumirá Prefeitura a partir de 2025». Garça Online - Seu portal de notícias (em inglês). Consultado em 12 de agosto de 2025